# Nagycsécs
Nagycsécs é um município da Hungria, situado no condado de Borsod-Abaúj-Zemplén. Tem 9,83 km² de área e sua população em 2015 foi estimada em 799 habitantes.